# Robert Mandan

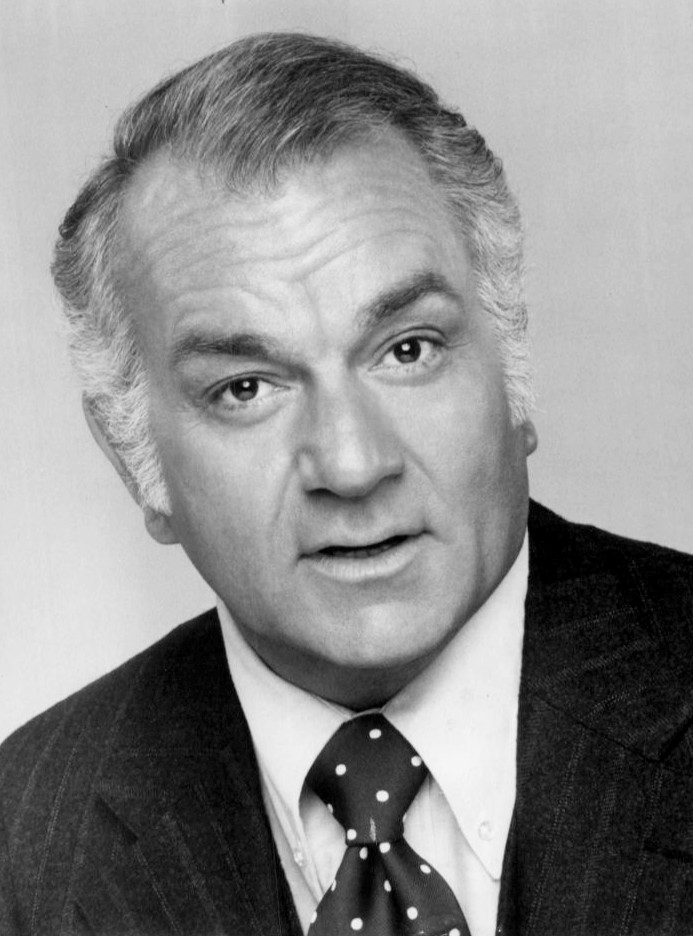
Robert Mandan (1977)

Robert Mandan (* 2. Februar 1932 in Clever, Missouri; † 29. April 2018 in Los Angeles, Kalifornien) war ein US-amerikanischer Schauspieler. Bekanntheit erlangte er durch die Rolle des Chester Tate in der von 1977 bis 1981 produzierten Sitcom Soap – Trautes Heim.

## Leben
Robert Mandan wurde 1932 in der Ortschaft Clever im Christian County (Missouri) geboren. Sein Fernsehdebüt gab er 1958 in der Rolle des David Allen in der Serie From These Roots, die er bis 1961 verkörperte. Zu Mandans weiteren frühen Auftritten gehört die Rolle des Geschäftsmanns Sam Reynolds in der Seifenoper Search for Tomorrow in den Jahren 1965 bis 1970. Ebenfalls 1970 gab er sein Debüt am Broadway im Musical Applause an der Seite von Lauren Bacall.
In den folgenden Jahren trat Mandan als Gastdarsteller in Serien wie All in the Family und Maude auf. 1977 erhielt er die Rolle des Chester Tate in der Sitcom Soap – Trautes Heim, die er bis zur Einstellung der Serie im Jahr 1981 verkörperte. Neben weiteren Gastauftritten in anderen Fernsehserien war Mandan auch gelegentlich in kleineren Filmrollen zu sehen, darunter 1982 als Senator Charles Wingwood in Das schönste Freudenhaus in Texas.
1990 verkörperte Mandan dreizehn Folgen lang die Rolle des Maxwell Hammer in California Clan. Zu seinen weiteren Fernsehauftritten gehören Gastrollen in Golden Girls, Wer ist hier der Boss?, Star Trek: Deep Space Nine, Eine schrecklich nette Familie und Zeit der Sehnsucht. 2006 beendete Mandan seine Schauspielkarriere mit einer Rolle als Richter in einer Folge von General Hospital.
Robert Mandan war verheiratet und lebte zuletzt in Los Angeles, wo er im April 2018 im Alter von 86 Jahren nach längerer Krankheit starb.

## Filmografie (Auswahl)

### Fernsehserien
soweit nicht anders erwähnt, jeweils eine Folge
- 1964: Preston & Preston (The Defenders)
- 1973: All in the Family
- 1973: The New Perry Mason
- 1974: Maude
- 1975–1977: Barnaby Jones (3 Folgen)
- 1977–1981: Soap – Trautes Heim (Soap; 85 Folgen)
- 1990: Golden Girls (The Golden Girls)
- 1990: California Clan (Santa Barbara; 13 Folgen)
- 1991: Wer ist hier der Boss? (Who’s the Boss?)
- 1993: Star Trek: Deep Space Nine
- 1994: Eine schrecklich nette Familie (Married… with Children)
- 1998: Zeit der Sehnsucht (Days of Our Lives)
- 2006: General Hospital

### Filme
- 1972: The Carey Treatment
- 1972: Magnum Heat (Hickey & Boggs)
- 1977: MacArthur – Held des Pazifik (MacArthur)
- 1982: Zapped!
- 1982: Das schönste Freudenhaus in Texas (The Best Little Whorehouse in Texas)
- 1992: The Nutt House
- 1997: Heirat nicht ausgeschlossen (The Matchmaker)
- 2002: Teddy Bears’ Picnic